# Pomadasys striatus
Pomadasys striatus är en fiskart som först beskrevs av John Dow Fisher Gilchrist och Thompson, 1908.  Pomadasys striatus ingår i släktet Pomadasys och familjen Haemulidae. Inga underarter finns listade i Catalogue of Life.